# Діти капітана Гранта (гурт)
«Діти капітана Гранта» скорочено: «Дкг» — український музичний гурт.

## Історія
Гурт «Діти Капітана Гранта» був створений навесні 2010 р. До складу колективу увійшли: Антон Чілібі (вокал), Євген Турчинов (гітара, вокал), Євген Приходько (баян, вокал) за творчої участі Сергія Кураксіна (ударні і спецефекти) та Дмитра Погорєлова (тексти, бас-гітара, ідеї). 
|  | До проєкту «Х-фактор» ми встигли дати близько 30 концертів на різних майданчиках Харкова і області. Бачачи реакцію людей, ми утвердилися в бажанні далі працювати в обраному напрямку. |

 — каже Євген Турчинов.
Перший концерт колективу відбувся 4 березня 2010 року. Гурт брав участь у програмі «Караоке на майдані» та пройшов відбір першого сезону «Х-фактор» в Україні, в якому дійшов до півфіналу. Хіти гурту: «Задержка», «Ракета», «Улица Боба», «Звезда», «ХЗ, що буде...», «Бездельники».
Участь у «Х-факторі» зробила гурт популярним не тільки у Харкові, а й в інших містах України, Білорусі та Канаді, де з'явились офіційні фан-клуби колективу.

## Дискографія

### Альбоми
Зелений альбом (2012)

### Цікаві факти
У назві дебютного альбому "Зелений" простежується збіг з гуртом Zebrahead, які дали назву своєму дебютному альбому The Yellow Album (1998).

### Сингли
Дкг
- Задержка (2011)

MMDance
- Новогодняя (2013)
- Прикольная («Потому, что я — бэтмен!», 2013)
- «Друзья» (2014)

### Відео
Діти капітана Гранта
| Рік  | Назва                       |
| ---- | --------------------------- |
| 2011 | Задержка                    |
| 2011 | Звезда (studio recording)   |
| 2011 | Навсегда (studio recording) |
| 2011 | Ракета (studio recording)   |

MMDance (з Євгеном Приходьком)
| Рік  | Назва                                                   |
| ---- | ------------------------------------------------------- |
| 2013 | «Прикольная»                                            |
| 2013 | «Новогодняя»                                            |
| 2014 | «Друзья [Архівовано 10 червня 2014 у Wayback Machine.]» |

## Склад
- Антон «Тоха» Чілібі
- Євген «Патрон» Турчинов
- Євген «Баян» Приходько
- Сергій «Зьома» Кураксін
- Дмитро «Погорєлич» Погорєлов